# ナノ重複記念曲集
『ナノ重複記念曲集』(ナノちょうふくきねんきょくしゅう) は、平沢進のインタラクティブ・ライブ「LIMBO-54」を記念してMP3形式で有料配信されている曲集である。2003年7月26日に平沢進の自主レーベルであるケイオスユニオン/TESLAKITEより発売された。

## 解説
2003年4〜5月にインタラクティブ・ライブ「LIMBO-54」が行われ、イベントの最終目標「ナノ・重複」が成就したことを記念してこの曲集がリリースされた。内容としてはライブで演奏された既存の曲の新しいバージョンに更に手を加えたもの、アルバム『BLUE LIMBO』に収録された曲の未発表バージョン及びこのライブでのみ使用されたBGMなどが含まれている。
販売は自主レーベルのオンラインショップのみで行われているため、購入するにはアカウントを作成する必要がある。

## 収録曲
1. 狙撃手 Type-2 - The Sniper Type-2
『BLUE LIMBO』収録曲「狙撃手」の別バージョン。リズムトラックとベースが異なる。
2. LOVE SONG 2003 Type-A2
『殺戮への抗議配信』で配信された「LOVE SONG [2003年バージョン]」のセルフカバー。初期の原曲である「LOVE SONG」は『AURORA』収録。
3. Planet Eagle 2003
『Virtual Rabbit』収録曲「プラネット・イーグル」のセルフカバー。
4. サトワン暦8888年 - Sathwan Calendar 8888
『BLUE LIMBO』収録曲「サトワン暦8869年」の姉妹曲。インタラクティブ・ライブ「LIMBO-54」グッドエンディング時のテーマ曲。
5. 帆船108 Type-2 - Sailing Ship 108 Type-2
『BLUE LIMBO』収録曲「帆船108」の別バージョン。テーマのフレーズが異なる。
6. RIDE THE BLUE LIMBO Type-2
『BLUE LIMBO』収録曲「RIDE THE BLUE LIMBO」の別バージョン。ギターのフレーズが異なり、コーラスボイスを重ねてある。
7. 壮絶な出来事 (Limbo-54 CATASTROPHE)
『BLUE LIMBO』収録曲「LIMBO-54」のアレンジバージョン。インタラクティブ・ライブ「LIMBO-54」バッドエンディング時のテーマ曲。
8. Luuktung or Daai
『Hirasawa Energy Works』で配信された「Ruktun or Die」のセルフカバー。原曲は2002年1月末までの限定配信。元は宮村優子に提供した曲。

### 特典
全ての曲を購入するとダウンロードできるボーナス・トラック
1. Hot Point Type-1
2. Hot Point Type-2 (Limbo-54 Type-2)
『BLUE LIMBO』収録曲「LIMBO-54」の別バージョン。

## 参加ミュージシャン
- 平沢進 - ボーカル、ギター、シンセサイザー